# Czas Horusa
Czas Horusa (ang. Horus Rising) – powieść brytyjskiego pisarza i autora komiksów, Dana Abnetta, będąca pierwszą częścią cyklu książek Herezja Horusa, osadzonych w uniwersum Warhammer 40,000. Skupia się na wydarzeniach, które doprowadziły do upadku mistrza wojny Horusa. W 2007 roku nominowana do nagrody Origins.
Pierwsze wydanie ukazało się 26 kwietnia 2006 (wydawnictwo Black Library). Powieść doczekała się dwóch dodruków. W 2011 ukazała się edycja rocznicowa. W Polsce powieść została opublikowana po raz pierwszy w 2007, pod tytułem Wywyższenie Horusa, nakładem wydawnictwa Copernicus Corporation, a następnie w 2012 nakładem wydawnictwa Fabryka Słów, wraz z pozostałymi książkami z serii.